# Parc Natural del Cap de Creus
El Parc Natural del Cap de Creus va ser el primer parc marítim-terrestre de Catalunya. Va ser creat l'any 1998 i protegeix gran part de la península del cap de Creus. Té una superfície de 13.886 ha, de les quals 10.813 corresponen a la part terrestre i 3.073 a la marina. Està situat a la comarca de l'Alt Empordà, en els municipis de Cadaqués, Llançà, Palau-saverdera, Pau, el Port de la Selva, Roses, la Selva de Mar i Vilajuïga.
Constituït per la serra de Rodes o de Verdera, entre Roses i Llançà, presenta una franja litoral de morfologia peculiar dominada per penya-segats, a causa de l'erosió provocada per la tramuntana i el mar. La major part de la superfície es troba coberta per brolles i prats secs, fet que contrasta amb la nuesa del paisatge vegetal proper a la franja costanera.

## Marc legislatiu
Fou creat per llei el 1998, en aplicació del decret de 1992 del Pla d'Espais d'Interès Natural. El Pla especial del medi natural i del paisatge va ser aprovat el 2006 El setembre el mateix anys es van designar zones d'especial protecció per a les aus (ZEPA) i llocs d'importància comunitària (LIC).

## Característiques del medi

### El medi continental
Des del punt de vista biogeogràfic, la península del cap de Creus se situa plenament dins l'àmbit de la regió mediterrània. Pel que fa a la flora vascular, això es tradueix en un domini de les espècies llenyoses amb especial adaptació a la manca d'aigua, esclerofíl·lia, persistència del fullatge, desenvolupament limitat dels òrgans aeris, espinescència i essències aromàtiques com a trets més característics. Les espècies herbàcies són tanmateix de caràcter efímer —altrament dites teròfits. Malgrat aquest domini de l'element corològic mediterrani, en determinats indrets de la faixa litoral o en àrees ja més extenses de la muntanya de Verdera penetren espècies de component atlàntic i eurosiberianes (o centreeuropees). Així doncs, al costat de les antigues suredes i alzinars, brolles silicícoles o prats xeròfils, hi tenen també cabuda de manera intersticial i fragmentada retalls d'avellanoses, pradells silicícoles montans o formacions de creixenars.
Més enllà de les condicions bioclimàtiques que determinen una situació geogràfica i uns factors d'ordre local concrets, com poden ser la freqüència i la intensitat dels vents de component nord —territori ruscinià— i la persistent incidència dels aerosols marins, al cap de Creus han tingut un paper determinant els factors de modelatge ambiental directament imposats per l'home o induïts per les seves activitats. En èpoques pretèrites va ser un intens artigatge del conjunt del territori —a excepció dels espais més costaners de la
mar d'Amunt— el que va dissenyar a grans trets el paisatge que s'ha mantingut fins als nostres dies, perpetuat en gran manera pels efectes del pasturatge i la recurrència dels incendis.
El paisatge vegetal del cap de Creus és de naturalesa bàsicament mediterrània, amollat als paràmetres bioclimàtics que són propis de la regió. Hiverns assuaujats per la presència de marina i estius tant eixuts com perllongats són els condicionants comuns a aquesta mena d'ecosistemes, d'altra banda ben presents en el conjunt del territori de Catalunya.
De manera específica, però, aquí el vent de tramuntana té un paper fonamental,
sia modelant amb la seva persistència les diferents espècies, o bé aportant condicions d'hàbitat encara més estrictes en afavorir l'evapotranspiració i
incrementant la salabror pels efectes del transport d'aigua de mar en forma de ruixim o d'aerosols.
Més enllà dels factors estrictament ambientals, entre els quals a banda dels ja
esmentats caldria considerar també el substrat genuïnament rocallós d'algunes àrees —i en conseqüència, gens favorable a acollir una coberta vegetal excessivament ufanosa—, tota aquesta zona es caracteritza per una secular i enaç incidència de l'element antròpic. Pocs espais a casa nostra aparenten més bravesa i aspror, amb regust de terres inhòspites i indomables, i alhora serven bagatges culturals i empremtes humanes tan llunyanes i pregones que han condicionat de totes totes el seu paisatge vegetal.
L'actual paisatge del cap de Creus és hereu dels espais agrícoles que es van començar a obrir finalitzat el primer mil·lenni i que, amb diferents alts i baixos al llarg de la història, van perdurar fins a les darreries del segle xix i començaments del segle xx.
El caràcter rocallós del terreny i el seu clima esventat i ressec han permès a
les diferents comunitats vegetals créixer i senyorejar arreu de les antigues feixes. El foc, tan habitual en les darreres dècades, ha acabat consolidant algunes d'aquestes etapes de la successió natural, bàsicament en forma de pradells i llistonars o de garrigues i brolles silicícoles.
Per raons d'accidentabilitat del relleu, naturalesa del substrat i influència de les condicions halòfiles, les àrees més costaneres van restar al marge de l'activitat agrícola. Consegüentment, doncs, han mantingut en bona part la seva vegetació primigènia, tot i que també és cert que algunes han sucumbit als efectes de l'expansió urbanística. Les roques són un element tothora habitual
del paisatge creusenc. A banda dels roquissars i els penya-segats arran de mar, les terres de l'interior se'ns presenten curulles d'afloraments de tota mena. De fet, la roca i l'estrat arbustiu són els components que més caracteritzen l'escenari de la zona i hi confereixen ensems un caràcter més accentuat. Tal vegada siguin també aquestes les singularitats que més s'han donat a conèixer
de l'espai.

### El medi marí
- L'estrat supralitoral.Terminològicament es coneix com a zona supralitoral la faixa del medi terrestre que es troba sotmesa als efectes de l'esquitx de les ones. Al cap de Creus, aquest hàbitat es pot estendre pràcticament fins als 4 m per sobre del nivell de les aigües en alguns indrets orientats al nord, on l'acció del ruixim marí empès pels vents de tramuntana es fa notar sovint amb una extrema virulència. Es tracta d'un estrat extraordinàriament pobre atesa la duresa de les condicions ambientals.

- L'estrat mediolitoral.A la zona banyada per les ones, altrament dita mediolitoral i que abasta poc o molt 1 m per damunt i per dessota de la superfície del mar, és on es fa una curiosa formació d'algues calcàries que conformen una mena de cornisa o trottoir.

- L'estrat infralitoral. La zona infralitoral abasta l'espai permanentment submergit, des de ben a prop de la superfície de l'aigua fins just abans d'arribar als fondals, on ja no creixen les espècies fotòfiles. A la seva part superior —de 0 a 1 m— són especialment fanosos els poblaments de pèl sauper —algues brunes.

- L'estrat circalitoral.A les zones de més fondària —de –20 m a –80 m (o més)— és on es troben les comunitats circalitorals. Des del punt de vista de les formacions vegetals,aquests ambients perden rellevància enfront de les biocenosis animals, ja que l'escassa llum que hi arriba limita en gran manera el bon creixement de les algues.

## Hidrologia i geologia

### Hidrogeologia
De manera general, les característiques hidrogeològiques dels materials no són bones per a l'existència d'aqüífers d'importància. L'àmbit territorial considerat en el Pla especial del Parc Natural de Cap de Creus pertany a dos conjunts hidrogeològics:
- Els sediments cambroordovicians i les roques ígnies aflorants, es tracta de materials molt poc permeables, i tan sols poden presentar aqüífers locals i poc importants, a les zones d'alteració superficial, a les zones de fracturació, als nivells carbonàtics o a les escasses i limitades formacions quaternàries superficials.

- Els dipòsits quaternaris de la depressió de l'Empordà,en aquest cas, es tracta d'una posició molt marginal de la depressió de l'Empordà, en la qual no hi ha aqüífers d'importància, ja que, d'una banda, es troben dipòsits col·luvials marginals, de poc gruix, que tenen un component argilós molt important, i d'altra banda, hi ha dipòsits costaners, molt més favorables litològicament, però que presenten una salinització relicta, ja que corresponen a maresmes recents.

### Hidrologia
És característica la presència de rieres de curt recorregut i pendent elevat, que desemboquen directament al mar, amb xarxes de drenatge molt poc desenvolupades i amb règim torrencial.
- La Riera de Romanyac constitueix el curs d'aigua més important en l'àmbit de la península del cap de Creus i drena els vessants sud del serrat de Can Berta i del Pení. En aquesta riera es diferencien dos trams ben caracteritzats, amb un límit entre ambdós trams establert per un salt d'aigua de 20 m de desnivell; On el curs superior elevat, que és poc encaixat i presenta la llera rocosa i amb poca acumulació, i el curs inferior, que circula per una vall de fons pla amb acumulació (que desemboca a la badia del Port de la Selva).

- La riera de la Selva de Mar, que creua el poble del mateix nom, en el seu curs alt apareix encaixada en una antiga formació torrencial ben desenvolupada, i els petits afluents que hi desemboquen drenen el vessant nord-oriental de la serra de Rodes.

A un costat i l'altre del puig de l'Àliga discorren el torrent Palet i la riera de la Vila, que drenen els vessants sud-occidentals del serrat de Can Berta i part del serrat de la Torre del Sastre. Les valls d'ambdós cursos presenten acumulació en els seus fons i connecten suaument al sud amb la plana empordanesa.
Altres cursos d'aigua destacables són la riera de la Vall, que desemboca a la badia del Port de la Selva, i els seus afluents, que drenen el serrat de la Guerra; la riera de Cala Tavellera, que desemboca a la cala del mateix nom, i el rec de s'Arenassa, el desenvolupament del qual té un control clarament estructural, on la petita vall és excavada seguint la traça d'una faixa milonítica. Aquesta morfologia és típica del sector septentrional de la península del cap de Creus, on la xarxa hidrogràfica s'instal·la subjecta al control de les estructures del substrat rocós. Algunes d'aquestes valls estan reblertes per minses acumulacions de dipòsits quaternaris no consolidats, que permeten desenvolupar petites zones lacustres.És el cas del prat de Romagós i la seva prolongació cap al sud, el prat de la Fangal;
Per l'ocupació de la seva desembocadura, cal destacar el rec de Montjoi i el rec de Jóncols. Ambdós recs desemboquen en badies de fons pla on es formen platges de sorra. L'ocupació humana d'aquests àmbits representa un risc de caràcter fluvial, atès que l'àrea ocupada per les instal·lacions existents (càmpings, restaurants, etc.) pot ser parcialment inundable.
La resta de terrenys es troben interromputs per multitud de rieres i torrents d'escassa longitud (en el sector septentrional segueixen la direcció NW-SE de la traça de les zones de cisalla), sense gairebé acumulació, amb pendents considerables i que aboquen directament al mar. Són afluents de les rieres esmentades anteriorment, com ara la riera de Cadaqués i la riera de Rúbies, amb un salt d'aigua de gairebé 50 m d'alçària, el salt de la Gorga.
Pel que fa a les formacions continentals, les formacions al·luvials, de vessant i col·luvioeòIiques es troben als fons de vall i a les àrees planes. Les formacions litorals estan representades per les platges.

### Geologia
Dins de la unitat dels Pirineus, el cap de Creus, el Canigó, la pica d'Estats, la Val d'Aran i la Cerdanya formen el que es coneix com a zona axial, la qual correspon a la zona formada per les roques més antigues de l'era primària o paleozoica i constitueix l'eix orogràfic de la serralada.

#### Paleozoic o era primària (de 650 a 250 Ma)
Inici de la sedimentació de les roques més antigues del cap de Creus: pelites, gresos i calcàries.

##### Orogènia herciniana(carbonífer-permià: de 300 a 280 Ma)
Plegament: formació del massís catalanobalear. Primeres fases de metamorfisme: formació d'esquistos, gneis, marbres, etc. Intrusions plutòniques: granodiorites de Roses.

#### Mesozoic o era secundària (de 250 a 65 Ma)
El mar envaeix la major part de les terres emergides. En aquest moment, el cap de Creus se situa al llindar de la costa i no hi ha sedimentació.

##### Orogènia alpina
Formació dels Pirineus, els Alps i l'Himàlaia. Deformació en forma de dom de tota la zona del cap de Creus. Segona fase de plegament: creació d'estructures de deformació complexes.

#### Cenozoic o era terciària (de 65 a 1,7 Ma)
Les darreres fases de l'orogènia alpina són distensives i impliquen la formació de falles que limiten l'Empordà.Ascens de magmes (vulcanisme garrotxí). Al cap de Creus, manifest als basalts del puig Ferral i del cap Norfeu. Retirada definitiva de les aigües de la plana de l'Empordà i del sector més baix del cap de Creus. Pas a la sedimentació fluvial.Pas als agents erosius externs: aigua i vent.

#### Roques
- Roques metamòrfiques: són les més abundants al cap de Creus. Corresponen principalment als esquistos i les fil·lites, però també hi ha marbres, roques metamòrfiques calcosilicatades, quarsites, amfibolites i gneis, entre d'altres.

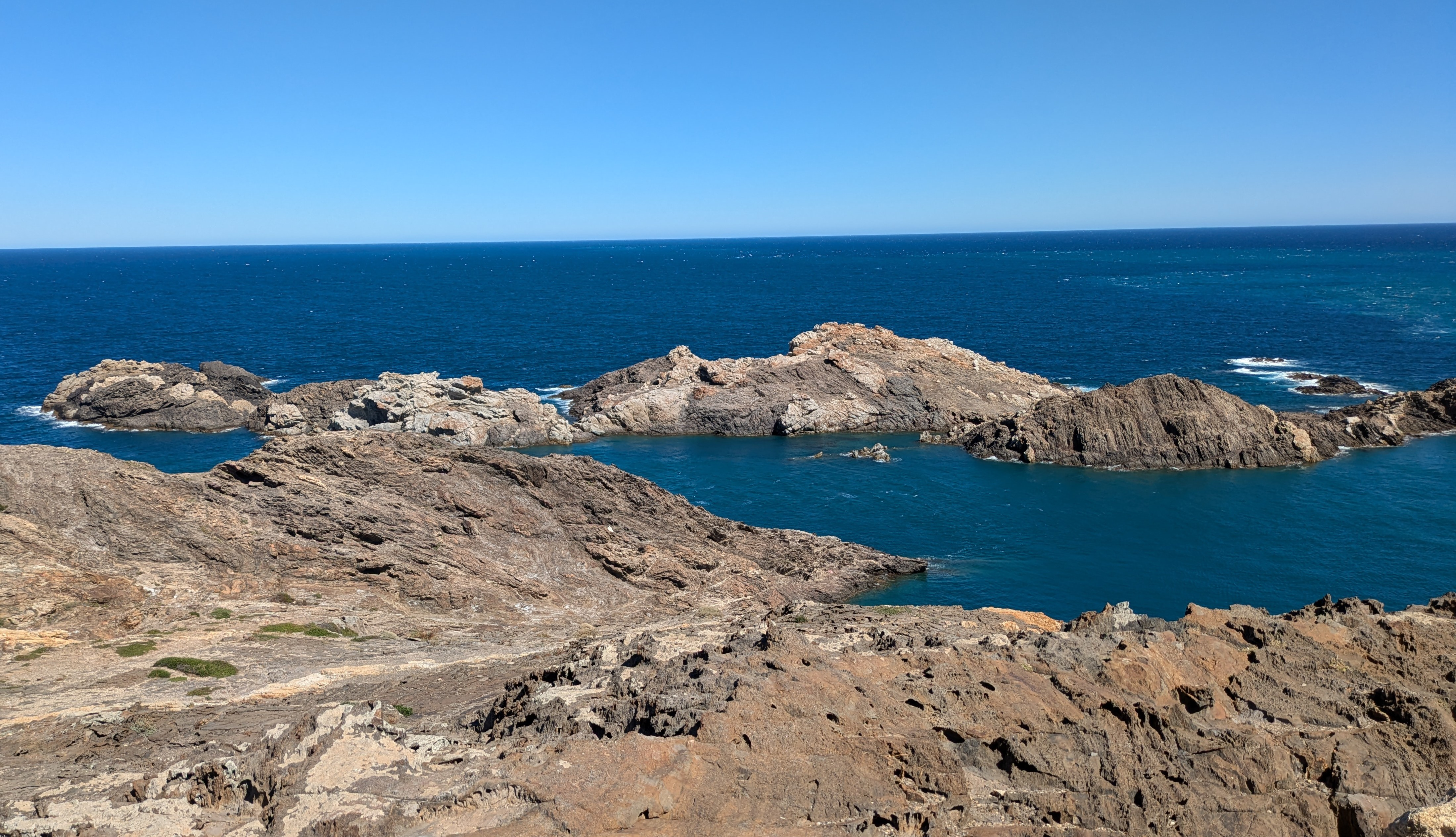
Illa de s'Encalladora, una illa d'esquistos i filons de pegmatita, de sis-cents metres de llarg.

- Roques ígnies: corresponen principalment als cossos granodiorítics de Roses. Es tracta d'intrusions d'edat herciniana. Normalment, aquestes roques es troben afectades per una aurèola reduïda de metamorfisme de contacte. En el sector nord del cap de Creus, entre els esquistos apareixen filons de pegmatites i petits cossos de granitoïds i diorites.
- Roques sedimentàries: són les menys importants quant a extensió i corresponen principalment a materials d'edat neògena (era terciària). Estan representades pels basalts olivínics del puig Ferral i el cap Norfeu, les sorres eòliques del Port de la Selva i les sorres lutites dels dipòsits d'origen al·luvial, fluvial i marí, que es distribueixen aleatòriament.

#### Minerals
Els processos metamòrfics, els tectònics i els agents geodinàmics externs han actuat al llarg del temps modificant la composició mineralògica de les roques del cap de Creus, per mitjà de la circulació de fluids, l'alteració química i els efectes de la pressió i la temperatura, i han donat lloc a la formació de diversos minerals. Així, el cap de Creus presenta una interessant varietat mineralògica que es pot reconèixer mitjançant la identificació de diferents minerals. Els principals minerals que es poden trobar són quars, feldespat, andalusita, granat, sil·limanita, cordierita, turmalina, moscovita, biotita, clorita, hematites, goethita i limonita.

#### Zones humides

##### Zones humides incloses a l'inventari
- Fangar de s'Arenassa

Conca: rieres de la Costa Brava 
Municipi: el Port de la Selva.
Tipologia: desembocadures actuals de rius i rieres.
Descripció: el torrent de s'Arenassa està situat al nord del cap de
Creus. Davalla del sector del coll de la Fangal i del puig Alt Petit vers la
zona del Golfet i, finalment, vers la cala s'Arenassa, on desemboca. Es tracta d'un torrent mediterrani, que només porta aigua els dies de pluja.
- Bassa del Sorral de Can Ponac

Conca: rieres de la Costa Brava.
Municipi: Roses.
Tipologia: zones humides artificials. Graveres, argileres i similars.
Descripció: la bassa del Sorral de Can Ponac és una depressió alimentada per aigües freàtiques producte d'una antiga activitat extractiva (sorrera). Aquesta zona humida, d'unes 2 ha, es localitza al terme municipal de Roses, al nord-oest del puig Cabrit i el puig de l'Àliga.
- Estanyols del Pla dels Estanyets

Conca: rieres de la Costa Brava.
Municipi: Cadaqués.
Tipologia: zones lèntiques d'interior, de terra baixa i muntanya mitjana. Aiguamolls i criptoaiguamolls.
Descripció: els estanyols del Pla dels Estanyets es localitzen a la península del cap de Creus, dins la reserva natural integral del Parc. Se situen en una zona protegida també com a espai del PEIN Cap de Creus, com a espai de la xarxa Natura 2000 ES5120007 Cap de Creus i com a paratge natural d'interès nacional de Cap Gros - Cap de Creus.

##### Zones humides no incloses a l'inventari
- Basseta de sa Planassa

Situada a la part plana del sector del final de la pista de sa Planassa. Entre Cadaqués i el cap Norfeu.
- Bassa de Cap Gros

Situada al final de la pista que va de Mas Puignau fins al cap Gros.
- Embassament de Mas Rabassers de Baix

Situat a la reserva natural del cap de Creus, al rec de ses Culasses.
- Rec del Portaló

Es troba a la part final del rec del Portaló, dins l'àmbit de la Reserva Natural Integral del Cap de Creus.

## Paisatge

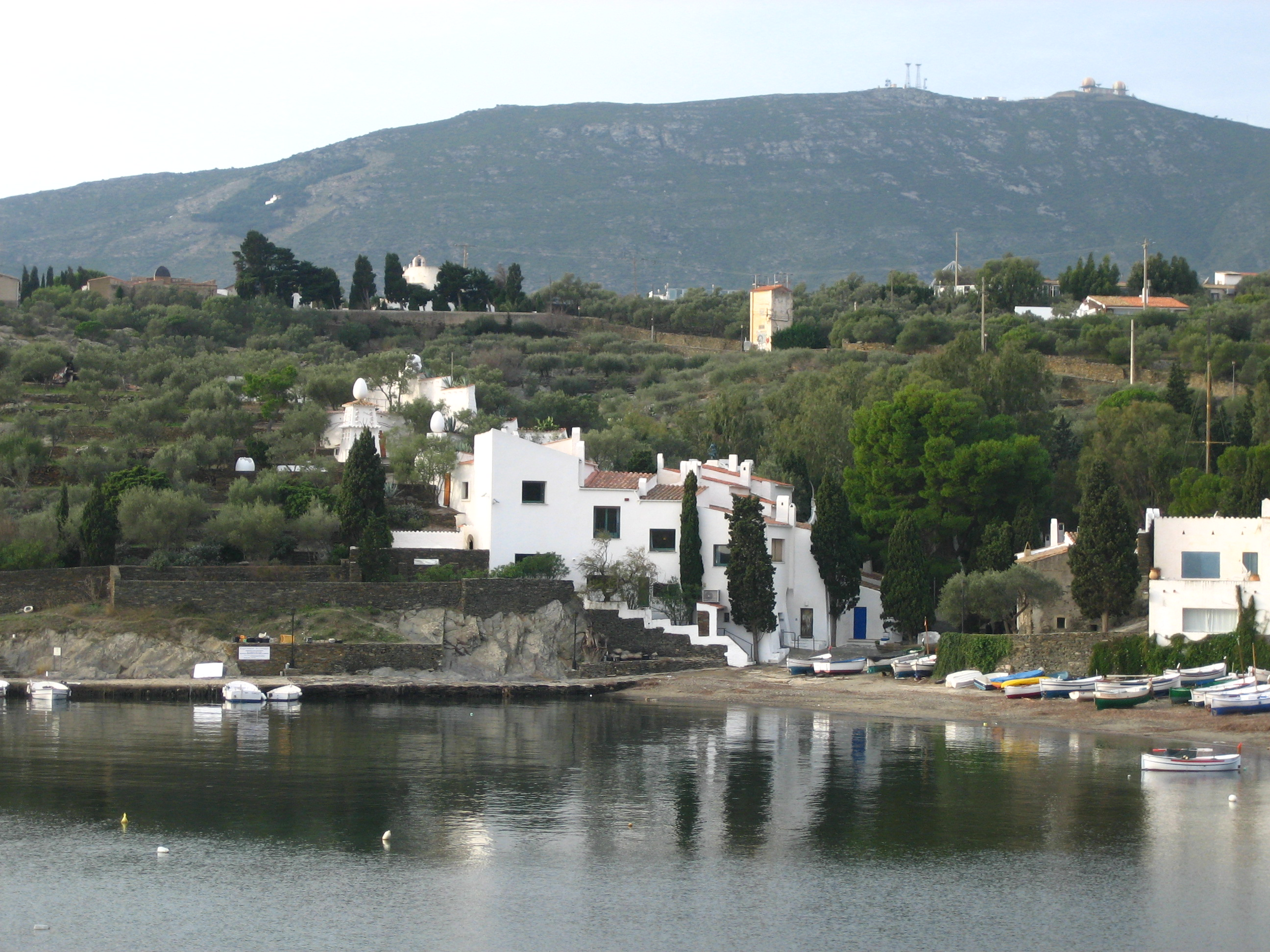
Casa de Salvador Dalí a Portlligat (Cadaqués)

L'Observatori del Paisatge de Catalunya ha classificat la zona del cap de Creus com una unitat de paisatge que defineix de la següent manera:
«Esdevé el darrer contrafort pirinenc dins la Mediterrània i es caracteritza per trobar-se en bona part envoltat pel mar. Presenta un relleu trencat de barrancs i muntanyes on pren especial importància la franja litoral».

### Valors del paisatge
Les seves estructures i afloraments formen un conjunt únic, a causa de l'evolució geològica dels seus terrenys. Destaca la diversitat i riquesa del patrimoni vegetal, conseqüència directa de la seva situació biogeogràfica, així com la presència de nombroses espècies rares, algunes d'elles endèmiques. El patrimoni històric i arquitectònic té un gran interès, amb presència d'ermites, parets de pedra seca i cabanes de pastor, així com nombroses restes arqueològiques, amb presència de dòlmens. Alguns nuclis urbans d'arrel marinera segueixen conservant encant i tranquil·litat. El nucli de Portlligat, on hi ha la casa de Salvador Dalí, és un referent bàsic de l'art dalinià.

### Dinàmiques del paisatge
La creació del Parc Natural del Cap de Creus ha permès conservar l'espai amb la integritat més gran possible i s'han evitat així creixements urbanístics excessius.

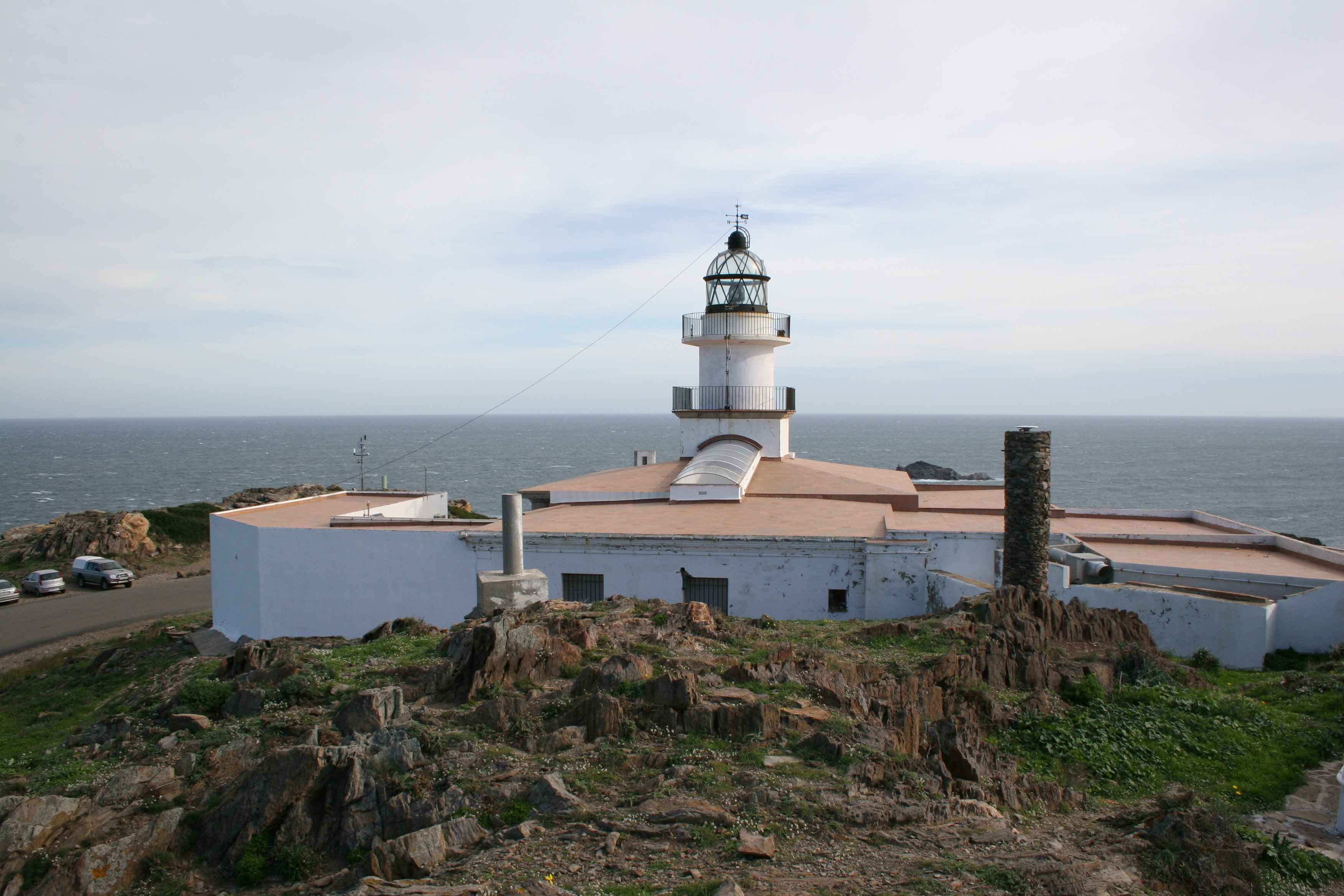
Far de cap de Creus (Cadaqués)

### Impactes sobre el paisatge
Les reforestacions poc encertades, la presència de diverses pedreres, la base militar del Pení i els creixements urbanístics lligats a les segones residències tenen efectes negatius sobre la riquesa del paisatge natural. En aquest sentit, Llançà pràcticament ha urbanitzat tota la zona litoral, el Port de la Selva ha ocupat part de la seva façana marítima i ha estès la trama urbana vers els límits del Parc i Cadaqués ha augmentat la seva superfície construïda cap a l'interior.

### Paisatge artístic
A Cadaqués es posa de manifest allò que el paisatge pot generar en les persones i de quina manera l'expressió artística d'un paisatge és única i irrepetible. Les referències artístiques són diverses, i la seva difusió es dona a mitjan segle xix, quan pintors, escriptors i poetes van arribar a la zona. A poc a poc, aquests primers artistes van donar a conèixer els valors paisatgístics de Cadaqués. Dalí va ser el màxim exponent i motivador d'aquell nou moviment artístic, i va atreure persones com Federico García Lorca, Buñuel, Magritte o Eluard.Cadaqués es va convertir en un element de la iconografia daliniana i en un enclavament clau del surrealisme.

### Mirador del Far de Cap de Creus
Aquest mirador de tipus faristol i orientat al sud-oest, ofereix unes magnífiques vistes sobre les Illes d'en Forcat, el Cap Norfeu, Cadaqués, la Cala Fredosa i la Jugadora, El Pení, el Coll de la Perafita i el Far de Cap de Creus. També ofereix unes bones vistes sobre un tipus de vegetació característica d'aquesta unitat de paisatge,les brolles. Trobarem el mirador al far de cap de Creus, on s'accedeix des de Cadaqués.

## Patrimoni històric i cultural
La serra de Rodes i el cap de Creus ja van estar poblats des del Paleolític i van ser de les primeres zones habitades d'Europa. A l'Alt Empordà no es coneixen, de moment, assentaments de l'etapa més reculada del Neolític (neolític cardial), però sí que es coneixen hàbitats que podrien estar situats en els darrers moments del Neolític antic i del Neolític mitjà i final. Des d'aquesta època fins a l'edat contemporània, el territori del cap de Creus ha estat ocupat per l'home, i hi ha nombrosos vestigis d'aquesta presència.

### Paleolític
La serra de Rodes i el cap de Creus ja van estar poblats des del Paleolític i van ser de les primeres zones habitades d'Europa. No s'han trobat restes, encara, dels llocs d'habitació d'aquesta etapa de la prehistòria, però sí que s'han analitzat troballes que testimonien la seva presència. Un exemple del pas de l'Homo erectus (paleolític inferior) per la serra de Rodes és la troballa d'eines tallades en quars que servien per caçar, ja que l'homo erectus era bàsicament depredador. Aquest jaciment està ubicat entre els municipis de Vilajuïga i Pau.
Pertanyent al Paleolític inferior o paleolític mitjà (home de Neandertal, Homo sapiens), hi ha notícies d'un bifacial de quars a la zona compresa entre el puig Alt i el puig dels Bufadors, a la capçalera de la riera de Tavellera, al Port de la Selva.
Del Paleolític superior (home de Cromanyó, Homo sapiens) és la indústria de sílex més vella coneguda fins al moment a la península del cap de Creus, situada a la cova del Cau de les Guilles, a Roses. També s'hi van trobar restes de ceràmica del final de l'edat del bronze.
Al llarg del Paleolític, l'home va aprofitant els recursos que li ofereix la natura, la qual cosa li permet adequar tècniques que
l'ajuden a explotar els recursos naturals en benefici seu i a passar d'una economia predadora (viu de la caça i la recol·lecció) a una economia productiva en la qual no depèn tant de la natura, sinó que ell mateix busca les eines amb les quals pugui cobrir les seves necessitats. És durant el mesolític que l'home comença a cultivar algunes lleguminoses i domesticar alguns animals.
Al Neolític, l'home ja coneix la ramaderia i l'agricultura. Es fa sedentari. És durant aquesta etapa que neix el fenomen cultural anomenat megalitisme.

### Neolític
La zona del cap de Creus té un nombre elevat de monuments megalítics que es remunten al Neolític mitjà i final.
Se sap que l'home del Paleolític mitjà ja tenia una concepció religiosa, segons testimonien els jaciments descoberts en altres regions. Per això no és estrany que durant el Neolític sorgeixin les sepultures megalítiques, fruit de la sedentarització i d'un augment de població que havia anat desenvolupant tècniques agrícola i ramaderes.
En el Neolític, el clima és temperat i humit, amb abundants zones de prats i boscos de roure, alzines, suros i pins, segons mostren les anàlisis realitzades sobre carbons de fusta i pòl·lens provinents d'alguns sepulcres. Hi ha presència també d'arbres de ribera, de brucs i estepes. És quan comença la sedentarització.
D'aquesta etapa (neolític mitjà,calcolític) són set ganivets de sílex trobats al paratge de la Pineda, al Port de la Selva.

### Megalitisme
La forma d'enterrament estretament vinculada als dòlmens com a tombes és la inhumació (procés que consistia en la col·locació dels morts a dins del dolmen, sovint en posició fetal i de vegades amb algunes extremitats cremades per tal de fer lloc dins de la cambra funerària). Curiosament, la major part dels dòlmens estan enlairats en punts dominants del paisatge, a més d'estar orientats de manera que arribés la llum del sol a l'interior de la cambra en determinades èpoques de l'any, generalment els solsticis d'estiu o hivern.
Al Parc Natural hi podem trobar tres tipus genèrics de megàlits: els sepulcres de corredor;(cambra funerària amagada dins d'un túmul, a la qual s'accedeix per un corredor baix i estret), les galeries catalanes;(deriven dels sepulcres de corredor,però eixamplen el passadís o corredor per tal d'encabir-hi un nombre més gran d'inhumacions; es tracta de la tomba característica del Neolític final a
gairebé tota l'Europa occidental) i els dòlmens simples;(durant el Neolític final; són cambres funeràries de reduïdes dimensions que no disposen de corredors).
Altres elements que podem veure al Parc Natural són els menhirs;(tenen relació directa amb dòlmens i roques amb inscultures) i les inscultures; (gravats fets per repicament sobre monuments del Neolític mitjà i el calcolític, molt nombroses a l'Empordà; encara no s'ha pogut esbrinar quina funció van tenir exactament).
Quan comença l'edat dels metalls el ritu funerari canvia: ja no inhumen els morts dins dels dòlmens, sinó que els incineren i guarden les cendres en pots de ceràmica que després enterren. La necessitat d'incinerar es deu al fet que els membres de les tribus eren més alts, com ens demostra l'excavació duta a terme al puig Alt, a Roses.

### Edat antiga
En aquesta època trobem les grans civilitzacions fluvials a Egipte i Mesopotàmia i l'aparició de l'escriptura. Així com d'èpoques anteriors no tenim res escrit i els historiadors han de formular hipòtesis, ara ja comencem a trobar dades escrites. Un exemple: al segle iv dC Ruf Fest Aviè descriu part de la nostra costa. Les illes Medes les anomena Mons Malodes, i el cap de Creus, cap Celebàntic. Els primers contactes documentats de la població autòctona de l'Empordà amb pobles colonitzadors van tenir lloc a la segona meitat del segle vii aC, abans de la fundació de la colònia grega d'Empòrium. Aquests pobles colonitzadors buscaven nous mercats per fer intercanvis comercials.
Neix la cultura ibèrica, unió de diferents ètnies: els fenicis, els etruscs i els grecs, juntament amb la població indígena.
És a partir del contacte amb els grecs foceus que els indígenes aprenen a escriure i a utilitzar el torn per fer ceràmica. S'utilitza cada vegada més el ferro i els poblats se situen en zones enlairades, fàcils de defensar.
Els grecs conreen la vinya i l'olivera només al voltant dels nuclis colonials de Roses i Empúries.
Els romans, més tard, aporten el desenvolupament de la vida urbana i la introducció de conreus de manera extensiva al cap de Creus i a l'Albera com ara la vinya i l'olivera; es desenvolupa el comerç marítim i les ciutats creixen, juntament amb petits llocs o viles agrícoles. Les terres que conquereixen els romans passen a ser propietat de la República, però també en deixen en mans dels indígenes. Les vies romanes s'estableixen aprofitant corriols i camins ja existents, i se n'obren de noves, la qual cosa intensifica el poblament de l'interior. Aquest model d'explotació devia comportar l'increment de la superfície de camp rompuda i, possiblement, la dessecació d'algunes àrees d'aiguamolls, com indiquen restes romanes trobades en llocs considerats com a tradicionalment inundats.

### Edat mitjana
Entrem a l'edat mitjana (de l'any 476 al 1492). Han passat pel territori els visigots, que converteixen l'agricultura en el sector econòmic bàsic, i el sector de
l'oli n'és el més destacat. Les tropes arabomusulmanes entren pels passos naturals del Pirineu i moltes ciutats són destruïdes pel foc. A conseqüència de tantes anades i vingudes de tropes pels passos fronterers de l'Albera, la població es redueix i es produeix un canvi de distribució del poblament, que afavoreix l'augment de petites comunitats camperoles disperses a la serra de Rodes i el cap de Creus. Aquestes comunitats se segueixen dedicant a l'agricultura i a la ramaderia. A més, s'inicia la tala de boscos per fabricar embarcacions, amb la finalitat de lluitar contra la pirateria exercida pels musulmans.
Els conreus de l'època medieval són principalment de secà: els cereals (blat —que forma la part més important d'aliment a la població—, ordi, civada, mill). El segon en importància és la vinya. Com a conreus secundaris, hi ha els de regadiu (fruiters i horta) i, en darrer lloc, els arbres que no donen fruit, però que s'utilitzen per obtenir fusta. Avancen les tècniques agrícoles i les eines (arada). Es multipliquen els mercats setmanals (segona meitat del segle x), sobretot els de Peralada, Castelló d'Empúries, Torroella de Montgrí, Santa Creu de Rodes, etc.
Entrem en el règim feudal entre els anys 1030 i 1060. Les propietats passen a mans de senyors, que es dediquen a fer incursions per demostrar el seu poder als pagesos. El pagès no solament perd la propietat de la terra, sinó que, a més, esdevé servitud al senyor feudal. El pagès viu al mas i treballa la terra i ha de passar al senyor els fruits d'aquesta terra.

### Edat moderna
En
aquesta època, segles XVI-XVII, hi ha tres tipus de paisatge a l'Alt Empordà:
1. El litoral, salobre i apte per a la pastura, que origina importants
establiments ramaders des de Roses fins a l'Escala: els coneguts cortals.
2. Pastures a la plana, juntament amb conreus cerealístics.
3. Els aspres, que durant els segles XVI i xvii comencen a veure una gran
expansió de la vinya i l'olivera en detriment del bosc.
La pirateria, però, segueix. Ara sota bandera turca pel litoral. Per això no és
estrany que la gent del litoral vagi cap a l'interior. D'aquesta època són les
torres de defensa de Selva de Mar, entre d'altres.
El segle xviii és el segle del creixement econòmic (agrícola), i viles i llocs creixen. Es formen poblacions noves, com ara el Port de la Selva i Colera. Figueres creix molt. Hi ha un pes aclaparador de les activitats agropecuàries.

### Edat contemporània
L'edat contemporània va del 1789, any de la Revolució Francesa, fins als nostres dies. Als aiguamolls, l'explotació únicament ramadera de vaques i cavalls comença a declinar a favor del conreu de blat, alfals, etc. És a dir, les terres dels cortals es divideixen en dos: les terres llaurables i les pasturables.
Aquest paisatge contrasta amb el de l'Albera, les Salines i el cap de Creus. Al cap de Creus i a l'Albera hi predomina la vinya i, en menor proporció, l'olivera. Les terres restants són garrigars al cap de Creus i boscos de suros a l'Albera. A més de l'agricultura, hi havia explotacions extensives ramaderes.
Al cap de Creus, abans de les repoblacions a la serra de Verdera i en els municipis que toquen a plana es compten l'any 1960 un total de 1.230 caps d'ovelles i 960 de cabres.
El 1863 arriba la fil·loxera a les vinyes franceses. Els pobles de la serra de Rodes incrementen el conreu de vinya per exportar a França, però el setembre de 1879 trobem les primeres vinyes infectades a Rabós, des d'on s'escampa a tota la comarca. Aquests terrenys que els empordanesos conreen per incrementar la producció són a expenses de l'olivera, que des de fa anys està atacada per una malaltia anomenada «la negra». Les oliveres que queden i en les quals s'aboca l'economia de la gent pateixen la gelada de l'any 1959. Quan es troba la manera de fer front a la fil·loxera (fent empelts amb ceps americans resistents), els preus no compensen la feina i la manca de mecanització a muntanya ho posa encara més difícil. A més, i a causa de les repoblacions forestals a la serra de Rodes, es prohibeix la pastura. Aquesta etapa coincideix amb l'inici del turisme a la comarca, i comença un desenvolupament urbanístic que fa que moltes poblacions creixin desmesuradament i amb un tipus d'edificació consistent en blocs de pisos. El turisme esdevé un dels recursos econòmics més potents a les comarques litorals.

## Hàbitats
Zones d'especial protecció per a les aus (ZEPA), hàbitats i espècies d'interès comunitari.

### Hàbitats d'interès comunitari
- Codi 1210 Vegetació anual colonitzadora dels codolars litorals rics en matèria orgànica (no prioritari)

- Codi 1240 Penya-segats de les costes mediterrànies colonitzats per vegetació amb ensopegueres endèmiques (no

prioritari)
- Codi 3250 Rius mediterranis amb vegetació de Glaucion flavi (no prioritari)

- Codi 3270 Rius amb vores llotoses colonitzades per herbassars nitròfils de Chenopodion

rubri i de Bidention (no prioritari)
- Codi 3290 Rius mediterranis intermitents en gespes nitròfiles de Paspalo agrostridion (no prioritari)

- Codi 5210 Màquies i garrigues amb Juniperus spp. arborescens no dunars (no prioritari)

- Codi 5330 Matollars termomediterranis i predèsertics (no prioritari)

- Codi 5410 Matollars pulviniformes dels caps de penya-segats costaners a la Mediterrània occidental

- Codi 5220 Prats mediterranis rics en anuals, basòfils (prioritari)

- Codi 9260 Castanyedes
- Codi 9540 Pinedes mediterrànies
- Codi 92A Alberedes, salzedes i altres boscos de ribera (no prioritari)

- Codi 92D Bosquines i matollars meridionals de rambles, rieres i llocs humits (no prioritari)

- Codi 9330 Suredes (no prioritari)
- Codi 9340 Alzinars i carrascars
- Codi 8210 Costers rocosos, calcaris amb vegetació rupícola (no prioritari)
- Codi 8220 Costers rocosos silicis amb vegetació rupícola

### Hàbitats marins
Un dels atributs més remarcables dels fons marins del cap de Creus és la seva diversitat. Des d'arran de costa fins a més de 80 m de profunditat, gairebé tot hi és possible: fons de roca i fons de fang; cales d'aigües calmes i indrets exposats a forts corrents, a l'onatge o a la tramuntana; fons planers i parets de roca; llocs ben il·luminats i llocs ombrívols. Aquesta gran complexitat de fons es tradueix en una gran diversitat de comunitats i espècies.

#### Els fons batuts per les onades: les zones supralitoral i mediolitoral
Tant a la zona supralitoral (situada ben just fora de l'aigua i esquitxada per les onades) com a la zona mediolitoral (mullada pel vaivé de les onades) hi ha una gran diversitat de petits invertebrats i d'algues. Entre els invertebrats hi ha pagellides, caragolins, glans de mar, poliquets, amfípodes i
isòpodes. Entre les algues cal destacar l'alga incrustant Lithophyllum
tortuosum, que forma una cornisa anomenada trottoir.

#### Els fons ben il·luminats: la zona infralitoral
La zona infralitoral és una zona permanentment submergida situada a poca profunditat (0-30 m, aproximadament), fins on la llum permet el desenvolupament de fanerògames marines i algues fotòfiles. Als fons rocosos hi trobem un bon nombre d'algues (Cystoseira mediterranea, Corallina elongata, etc.) que formen una estructura complexa i estratificada on viu una gran varietat d'animals de diferents mides (amfípodes, cucs poliquets, crustacis, estrelles de mar, garotes, etc.). Entre els fons rocosos trobem petites clapes de sorra on es desenvolupa una de les comunitats més característiques de la Mediterrània: les praderies de Posidonia oceanica (anomenades localment alguers). Aquestes praderies constitueixen també un hàbitat important per a
molts peixos litorals (làbrids, espàrids, escorpènids, serrànids, etc.), ja que els proporcionen refugi, aliment, lloc per fer la posta o cambra de covada (nursery) per als juvenils. Els fons sorrencs, barrejats amb còdols i graves, assoleixen la màxima expressió a les cales del cap de Creus.

#### Els fons ombrívols: la zona circalitoral
La zona circalitoral (30-50 m de profunditat, aproximadament) s'estén fins a la màxima profunditat compatible amb la vida vegetal. A les zones rocoses hi ha la rica i complexa comunitat del coral·ligen formada per gorgònies (en especial la gorgònia vermella), algues calcàries incrustants i algues esciòfiles. Aquesta
comunitat constitueix un hàbitat important per a molts equinoderms, poliquets, mol·luscs (cefalòpodes, bivalves), crustacis (entre els quals la llagosta) i peixos litorals (orada, nero, sarg, etc.). Les coves i les escletxes ombrívoles de les parets rocoses constitueixen un hàbitat particular on trobem una comunitat força singular, amb poca flora i molta fauna (briozous, esponges, gorgònia vermella, corall vermell i alguns peixos com ara la morena). A les zones sorrenques hi podem trobar fons detrítics, els sediments dels quals són una barreja de graves, còdols, sorres i elements d'origen biogènic (restes d'equinoderms, algues calcàries, curculles, etc.), i fons de grapissar o maërl, formats per algues calcàries, que constitueixen un hàbitat important per a molts invertebrats i peixos.

#### Els fons profunds
Les aigües fondes del cap de Creus (més de 50
m de profunditat) gairebé toquen la mateixa línia de costa. Aquests fons estan constituïts bàsicament per fang, tot i que a certs llocs hi trobem pedres i restes calcàries i parets rocoses. Allà hi viuen diferents espècies d'invertebrats filtradors i sedimentívors (equinoderms, poliquets, mol·luscs, etc.) i una gran varietat de crustacis decàpodes (com, per exemple, crancs i escamarlans) i peixos demersals com ara la clavellada, la palaia i el lluç. A les parets i els fons rocosos hi podem trobar esponges, briozous, la gorgònia blanca, el corall vermell i peixos com ara el pagell i el roger de roca. També cal destacar la presència d'un rec prop
del cap de Creus, un dels més prominents de la Mediterrània nord-occidental i que supera ràpidament els 200 m de profunditat. En aquestes profunditats hi
trobem coralls blancs, estrelles de mar, crustacis decàpodes com ara la llagosta i peixos com per exemple el lluç (sobretot els adults de més edat).

#### El sistema pelàgic
A banda de la flora i la fauna que viu enganxada o a prop del fons marí,
hi ha tota una sèrie d'animals i algues que habiten les aigües lliures del cap de Creus, on es desplacen activament o simplement hi suren. Aquestes espècies
constitueixen el sistema pelàgic, el qual té com a components bàsics el zooplàncton (constituït per meduses o moques, petits crustacis i altres
animals), el fitoplàncton (constituït per diferents espècies d'algues diminutes) i l'ictioplàncton (constituït pels ous i les larves de peixos i
invertebrats marins). Al sistema pelàgic hi trobem també tota una sèrie de peixos, com ara la sardina, l'anxova i el bonítol, i altres animals que avui han esdevingut rars però que abans es trobaven regularment a les aigües del cap de Creus, com són els mamífers (dofí ratllat, dofí mular i rorqual comú) i els rèptils marins (tortuga babaua i tortuga llaüt).

## Fauna
De la fauna terrestre invertebrada del Parc destaquen tres espècies que pel seu interès han estat protegits. Són el
coleòpter Pseudochlamys raholai, l'heteròpter Campylosteia serena i, sobretot, el caragol Mastigophallus rangianus, espècie endèmica del cap de Creus.
Les poblacions d'amfibis estan molt ben representades amb poblacions de gairebé totes les espècies presents al país, des de la menuda reineta (Hyla meridionalis) al gripau comú (Bufo bufo)
És interessant també la presència, encara que escassa, de la tortuga mediterrània (Testudo hermanni) i la de rierol (Mauremys leprosa). Altres rèptils més freqüents són el llangardaix (Lacerta lepida) o el dragó (Tarentola mauritanica).
Els ocells són, però, el més destacat de la fauna vertebrada terrestre. Per les característiques geogràfiques i botàniques
ja esmentades, el cap de Creus és un indret privilegiat pel que fa a l'observació d'ocells, especialment a la primavera i la tardor quan es produeixen els moviments migratoris.
Als penya-segats podem observar l'àguila cuabarrada (Hieraaetus fasciatus), el falcó pelegrí (Falco peregrinus) o el duc (Bubo bubo). D'ocells, pròpiament marins, trobem diverses espècies de gavines, el corb marí emplomallat (Phalacrocorax aristotelis), les bàldrigues (Puffinus sp.), els xatracs (Sterna sp.) o el mascarell (Sula bassana).
El fons marí és molt ric, gràcies a la poca contaminació de les aigües. És notable la presència de corall vermell (Corallium rubrum) i de gorgònies (Paramuricea sp.). El llamàntol (Homarus americanus) i la llagosta (Palinurus elephas) fan companyia a una bona varietat de peixos entre els quals destaquen el sard (Diplodus sargus), l'oblada (Oblada melanura), la salpa (Sarpa salpa), l'escórpora (Scorpaena scrofa) i el nero o anfós (Epinephelus guaza)

### Espècies d'interès comunitari
- Mauremys leprosa / tortuga de rierol
- Caretta caretta / tortuga babaua

- Tursiops truncatus / dofí mular

- Rhinolophus ferrumequinum / ferradura grossa

- Testudo hermanni / tortuga mediterrània

- Larus audouinii / gavina corsa
- Hydrobates pelagicus / ocell de tempesta

- Phalacrocorax aristotelis / corb marí emplomallat

- Calonectris diomedea / baldriga cendrosa

- Puffinus mauretanicus / baldriga balear

- Hieraaetus fasciatus / àguila cuabarrada

- Totes les espècies de ratpenats de l'annex II de la Directiva 92/43, d'hàbitats.

## Flora
L'activitat humana i els peculiars factors climàtics del cap de Creus condicionen la seva coberta vegetal. Per un costat cal tenir present que bona part del terreny no és més que una immensa vinya abandonada assentada en feixes sostingudes per murs de pedra i, per l'altre, la utilització de l'espai per pasturar-hi ha ocasionat repetits incendis que han marcat el paisatge. A més, la freqüència i la persistència del vent fort, sobretot de tramuntana, que eixuga l'ambient i aporta salinitat a les plantes i al sòl, condicionen una vegetació peculiar que s'hi adapta.
Degut a les seves característiques hi trobem plantes que no es troben en cap altre indret de Catalunya, com l'armèria del Rosselló o l'ensopeguera. I sobretot, el Seseli farreny, autèntica joia botànica d'aquest espai, ja que no es troba en cap altre lloc del món. Totes elles gaudeixen de protecció.

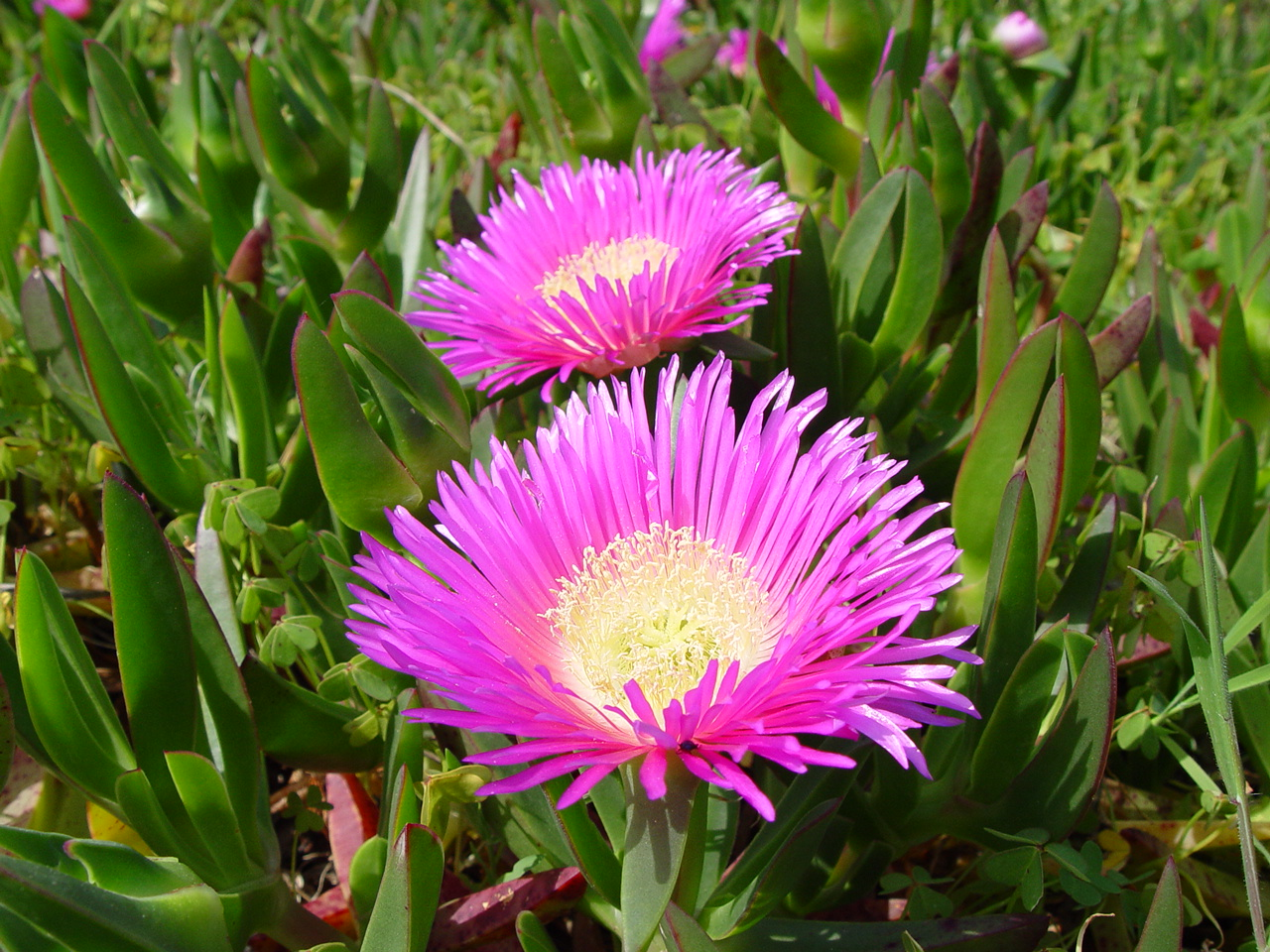
Carpobrotus edulis, considerada espècie invasora a la zona del cap de Creus

Les espècies arbòries no ocupen gaire extensió; les més freqüents són el pi blanc (Pinus halepensis) i la surera (Quercus suber). De manera molt puntual en algunes rieres trobem l'om (Ulmus minor), el freixe (Fraxinus angustifolia), el vern (Alnus glutinosa), l'avellaner (Corylus avellana) o els salzes (Salix sp.). Als llocs més obacs i arrecerats apareixen l'alzina (Quercus ilex) i el roure martinenc (Quercus humilis).
Les màquies i les brolles ocupen la major part de la superfície i les espècies més freqüents són el llentiscle (Pistacia lentiscus), el càdec (Juniperus oxycedrus), el bruc boal i d'escombres (Erica arborea i E. scoparia), l'estepa negra, la borrera i la blanca (Cistus monspeliensis, C. salviifolius i C. albidus) i l'argelaga negra (Calicotome spinosa).
Al fons marí destaquen les fanerògames aquàtiques, que estan protegides, i que formen extenses praderies en els fons sorrencs o fangosos. Són la posidònia o alga de vidriers (Posidonia oceanica), l'algueró (Cymodocea nodosa) i Zostera sp. Altres plantes que per la seva raresa estan especialment protegides al parc del Cap de Creus, són les molses Oedipodiella australis var. catalaunica i Entosthodon durieui var. mustaphae; la folguerila (Cosentinia vellea); la lleterassa arbòria (Euphorbia dendroides), l'olivella (Cneorum tricoccon) i el tragacant de Marsella o el coixí de monja (Astragalus massiliensis).